# Djerba Houmet Essouk
La delegació de Djerba Houmet Essouk o de Djerba Houmet Souk (àrab: مُعْتَمَدِيَّة جِرْبَة حُومَة السُّوقِ, muʿtamadiyyat Jarba Ḥūmat as-Sūq) és una delegació o mutamadiyya de Tunísia, a la governació de Médenine, a l'illa de Gerba, de la qual forma la seva part nord-occidental. La capital és Houmt Souk o Houmet Essouk, que és també la principal ciutat de Gerba. La població segons el cens del 2004 és de 61.470 habitants. Al seu territori hi ha l'aeroport internacional de Djerba (Djerba-Zarzis abans Djerba-Mellita) i la Sinagoga de La Ghriba a la ciutat de Hara Seghira.

## Administració
La delegació o mutamadiyya, amb codi geogràfic 52 56 (ISO 3166-2:TN-12), està dividida en onze sectors o imades:
- Taourit (52 56 51)
- Bou Melel (52 56 52)
- El Jouamâa (52 56 53)
- Fatou (52 56 54)
- Mazraïa (52 56 55)
- Sedghaiane (52 56 56)
- Oualeg (52 56 57)
- Essouani (52 56 58)
- Erriadh (52 56 59)
- El Hachene (52 56 60)
- Mellita (52 56 61)

Al mateix temps, forma una municipalitat o baladiyya, amb codi geogràfic 52 15, dividida en quatre circumscripcions o dàïres:
- Houmet Souk (52 15 11)
- Erriadh (52 15 12)
- Mellita (52 15 13)
- El Mezraâ (52 15 14)